# Rodrigo Bernal
Rodrigo Bernal González (né le 6 juin 1959 à Medellín) est un botaniste colombien spécialisé dans la famille des palmiers. Bernal est membre du corps professoral de l'Institut des sciences naturelles de l'Université nationale de Colombie jusqu'en 2007. Il obtient son doctorat de l'Université d'Aarhus, Danemark, en 1996. Il est conservateur général de l'herbier national colombien (1986-1987) et éditeur de la revue scientifique Caldasia (1989-1991, 1997-1999).

## Biographie
Bernal publie cinq livres et une centaine d'articles scientifiques et chapitres de livres, la plupart sur la systématique, l'écologie, les utilisations et la conservation des palmiers. Il a décrit un nouveau genre ( Sabinaria ) et 25 nouvelles espèces de palmiers dans les genres Aiphanes, Astrocaryum, Bactris, Chamaedorea, Geonoma, Oenocarpus, Sabinaria, Socratea et Wettinia . Il a également décrit de nouvelles espèces dans les familles de plantes Cyclanthaceae, Sapindaceae et Caprifoliaceae.
Bernal co-écrit un guide de terrain sur les palmiers d'Amériques  et un guide de terrain sur les palmiers de Colombie (2010). Bernal est également co-auteur de Noms communs des plantes en Colombie, un dictionnaire en ligne de plus de 18 000 noms communs appliqués aux plantes en Colombie, qui fournit des informations sur la distribution de chaque nom et son nom scientifique correspondant. Depuis 2001, il coordonne la production du Catalogue des plantes de Colombie , une liste de contrôle du ca. 30 000 espèces végétales présentes en Colombie. La production de cet ouvrage implique 171 botanistes dans 19 pays. Depuis 2007, Bernal participe à la constitution de la Collection nationale de palmiers colombiens, une initiative visant à rassembler des spécimens vivants de tous les palmiers colombiens indigènes au Jardin botanique de Quindío, à Calarcá . En 1996, il a reçu le prix des sciences de la Fundación Alejandro Angel Escobar  pour En 1996 pour le guide de terrain des palmiers américains (co-écrit par Andrew Henderson et Gloria Galeano Garcés ).

## Livres
- Aprovechamiento sostenible de palmas colombianas. Éditorial Universidad Nacional de Colombia. Instituto de Ciencias Naturales-Universidad Nacional de Colombia, Bogotá. 244 pp. (ISBN 978-958-761-611-8)
- Galeano, G. et R. Bernal. 2010. Palmas de Colombia. Guía de Campo. Éditorial Universidad Nacional de Colombia, Bogotá. 688 pp. (ISBN 978-958-719-501-9)
- Henderson, A., G. Galeano et R. Bernal. 1995. Guide de terrain des palmiers des Amériques. Princeton University Press, Princeton, New Jersey. 352 pp., 256 photos, 553 cartes. (ISBN 0-691-01600-3)
- Galeano, G. et R. Bernal. 1987. Las Palmas del Departamento de Antioquia. Región Occidental. Universidad Nacional de Colombia, Centro Editorial, Bogotá. (ISBN 958-170005-6)

## Découverte de nouvelles espèces de plantes

### Arécacées
- Aiphanes acaulis Galeano & R.Bernal — Principes 29 (1): 20. 1985 [7]
- Aiphanes bicornis Cerón & R.Bernal — Caldasia 26 (2): 433 (-437; fig. 1). 2004 [8]
- Aiphanes buenaventurae R.Bernal & Borchs. - Caldasia 32 (1): 117 (-119; fig. 1a-b). 2010 [9]
- Aiphanes graminifolia Galeano & R.Bernal — Caldasia 24 (2): 277 (-280; fig. 1). 2002 [10]
- Aiphanes multiplex R.Bernal & Borchs. - Caldasia 32 (1): 119 (-121; fig.2). 2010 [11]
- Aiphanes pilaris R.Bernal — Caldasia 23 (1): 163 (2001) [12]
- Aiphanes spicata Borchs. & R.Bernal — Fl. Neotrop. Monogr. 70: 78. 1996 [13]
- Aiphanes tricuspidata Borchs., R.Bernal & Ruiz — Brittonia 41: 156, fig. 1989 [14]
- Astrocaryum triandrum Galeano, R.Bernal et F.Kahn — Candollea 43 (1): 279 (1988) [15]
- Bactris rostrata Galeano & R.Bernal — Caldasia 24 (2): 280 (-283; fig. 2). 2002 [16]
- Chamaedorea ricardoi R.Bernal, Galeano & Hodel — Palms 48 (1): 27 (-29; fig. 1). 2004 [17]
- Geonoma santanderensis Galeano et R.Bernal — Caldasia 24 (2): 282 (-284; fig. 3). 2002 [18]
- Geonoma wilsonii Galeano et R.Bernal — Caldasia 24 (2): 284 (-290; fig. 4-5). 2002 [19]
- Oenocarpus makeru R.Bernal, Galeano et A.J.Hend. - Brittonia 43 (3): 158 (1991) [20]
- Oenocarpus simplex R.Bernal, Galeano et A.J.Hend. - Brittonia 43 (3): 154 (1991) [21]
- Sabinaria R. Bernal et Galeano, Phytotaxa 144: 28. 2013 [22]
- Sabinaria magnifica Galeano et R. Bernal, Phytotaxa 144: 34
- Socratea montana R.Bernal et A.J.Hend. - Brittonia 38 (1): 55 (1986) [23]
- Wettinia aequatorialis R.Bernal — Caldasia 17 (82–85): 369 (1995) [24]
- Wettinia disticha (R.Bernal) R.Bernal — Caldasia 17 (82–85): 368 (1995) [25]
- Wettinia lanata R.Bernal — Caldasia 17 (82–85): 371 (1995) [26]
- Wettinia minima R.Bernal — Caldasia 17 (82–85): 373 (1995) [27]
- Wettinia oxycarpa Galeano et R.Bernal — Caldasia 13 (65): 695 (1983) [28]

### Cyclanthacées
- Asplundia harlingiana Galeano et R.Bernal — Caldasia 14: 27 (-28). 1984.
- Asplundia sanctae-ritae Galeano et R.Bernal — Caldasia 14: 28 (-29). 1984.
- Asplundia sarmentosa Galeano et R.Bernal — Caldasia 14: 29 (-30). 1984.
- Dicranopygium fissile Galeano & R.Bernal — Caldasia 14: 31, fig. 1984.
- Dicranopygium scoparum Galeano et R.Bernal — Caldasia 14: 32, fig. 1984.

### Sapindacées
- Paullinia trifoliolata Obando, R.Bernal et Acev. -Rodr. - Caldasia 26 (1): 61 à 64; figure. 1. 2004 [29]

### Caprifoliacées
- Valeriana neglecta R.Bernal — Kew Bull. 64 (4): 723 (-725; fig. 1) .2010 [30]

## Plantes nommées d'après Bernal
- Dichapetalum bernalii Prance, Bretagne 40 (4): 441, f. 1. 1988. (Dichapetalaceae) [31]
- Chigua bernalii Stevenson, Mémoires du New York Botanical Garden 57: 170, f. 1I. 1990. (Zamiacées) [32]
- Orphanodendron bernalii Barneby & Grimes, Brittonia 42 (4): 249-253, f. 1-2. 1990. (Fabacées) [33]
- Anthurium bernalii croate, Aroideana 32: 45–48, 5a – d. 2009. (Aracées) [34]
- Geonoma bernalii A.J.Hend., Phytotaxa 17: 38. 2011. (Arecaceae) [35]
- Cyperus bernalii GC Tucker et F. Verloove, Phytotaxa 362 (3): 287–291. 2018. (Cypéracées)